# 西內克拉默山

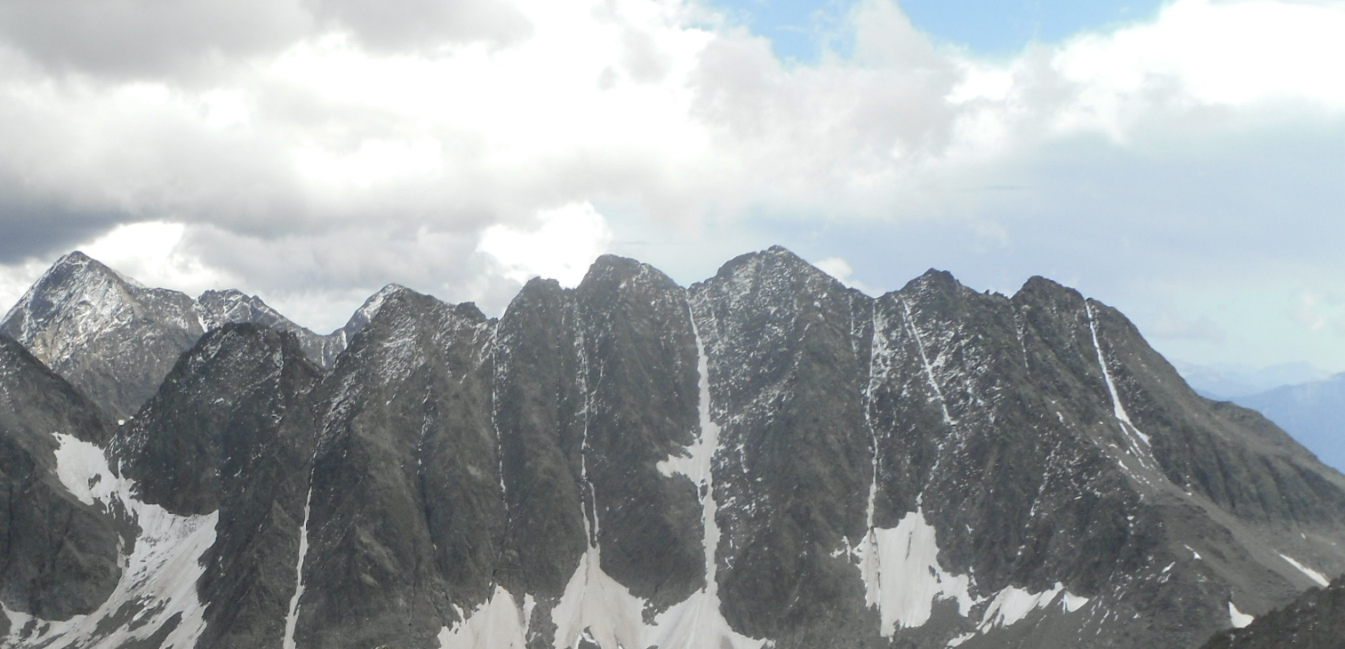

46°57′39″N 12°45′53″E / 46.960949°N 12.764770°E
西內克拉默山（德語：Westlicher Niederer Klammerkopf），是奧地利的山峰，位於該國南部，由克恩頓州負責管轄，屬於舍貝爾山脈的一部分，北面是海利根布盧特，海拔高度3,125米。